# Bulbostylis striatella
Bulbostylis striatella är en halvgräsart som beskrevs av Charles Baron Clarke. Bulbostylis striatella ingår i släktet Bulbostylis och familjen halvgräs. Inga underarter finns listade i Catalogue of Life.